# Антонио Вутов
Антонио Вутов е български футболист, полузащитник, който играе за Арда (Кърджали) . Той е най-младият играч, записал мач в А ПФГ. Считан е за един от най-големите таланти в българския футбол.

## Кариера

### Левски (София)
През зимата на 2011 година, когато той е само на 15 години, е взет от треньора Николай Костов на лагер с мъжете. Там Антонио изиграва 8 мача, вкарва гол и записва 2 асистенции. На 8 април 2012 записва първия си мач за съставът на Левски, подобрявайки рекорда на Георги Соколов за най-млад играч, играл в А група. На 24 април отново влиза като резерва, този път в мач срещу Калиакра (Каварна). На 28 ноември 2012 вкарва първия си гол за „сините“ в първенството. Към него интерес проявява италианският отбор Удинезе, но Вутов решава да остане в Левски. През сезон 2013/14 той се появява по-често в игра и успява да отбележи 2 попадения за „сините“.

### Удинезе
На 9 януари 2014 г. Вутов подписва договор с италианския Удинезе за 4 години и половина. Трансферът е официално обявен на 11 януари 2014 г. на официалния уебсайт на Удинезе. Трансферната сума не е официално обявена, но се смята, че Левски е получил най-малко 950 000 евро от сделката. Вутов дебютира за първия отбор на Удинезе на 18 февруари при приятелска загуба с 0:3 срещу Хайдук Сплит играейки 78 минути.

### Козенца (наем)
За сезон 2015/16 Вутов е даден под наем на Козенца Калчо. Той има 22 мача за клуба и отбелязва гол от дузпа.

### Лече (наем)
На 12 юли 2016 г. Вутов е даден под наем от Удинезе на УС Лече. На 30 юли той дебютира с "джалоросите" и вкарва първия си официален гол за клуба при победата с 2:1 срещу Алто Вичентино в мач за Купата на Италия.

### Ботев Пловдив (наем)
През януари 2017 г. Вутов е даден под наем на Ботев (Пловдив) до края на сезона. Той прави официален дебют на 18 февруари при победата с 1:0 като гост над Локомотив (Горна Оряховица).
На 7 април Вутов отбелязва два гола при победата със 7:1 над ПФК Монтана. Това са първите му голове в официални мачове като играч на Ботев (Пловдив). Няколко седмици по-късно, на 22 април, Вутов вкарва грандиозен гол за победата с 3:0 като гост над Славия (София).
На 26 април Вутов отбелязва гол с глава след страхотна асистенция на Тодор Неделев при равенството 1:1 с Верея (Стара Загора) по време на втория полуфинален мач за Купата на България. Неговият гол осигурява победата за Ботев (Пловдив) с общ резултат 2:1 и отборът му продължава към финалния мач.
На 19 май Вутов отбелязва важен гол в плейофите срещу Берое (Стара Загора) и Ботев (Пловдив) печели с общ резултат 4:2.
На 24 май Вутов вкарва втория гол за победата с 2:1 над Лудогорец (Разград), помагайки на Ботев (Пловдив) да спечели Купата на България за трети път в историята си.
По време на престоя си в Ботев (Пловдив) Антонио Вутов изиграва 16 мача, прави 2 асистенции и отбелязва 7 гола (2 гола в турнира за Купата на България).

### Левски София (наем)
На 13 юни 2017 г. Вутов се завръща в Левски (София) под наем за цял сезон.

### Локомотив София
През юли 2022 г. Вутов се присъединява към Локомотив (София) като свободен агент, като подписва двугодишен договор.

## Успехи
Ботев (Пловдив)
- Купа на България: 2016/17